# 앨릭스 데이비
알렉산더 제임스 데이비(영어: Alexander James Davey, 1994년 11월 24일, 웰린가든시티) ~ 는 스코틀랜드의 축구 선수로, 현재 USL 챔피언십 하트퍼드 애슬레틱 소속이다.